# 미카와 잇코 잇키

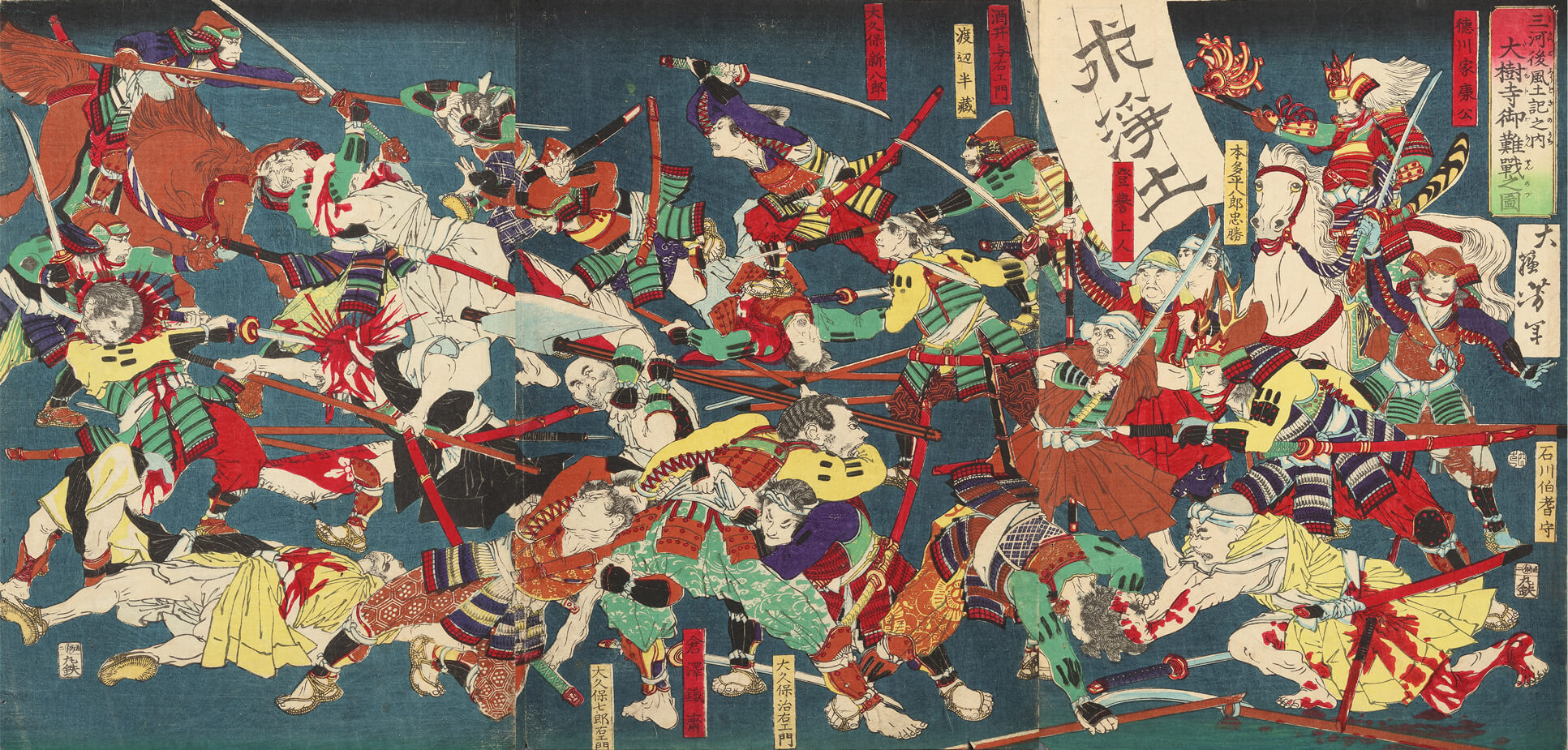
「大樹寺御難戦之図　三河後風土記之内」 츠키오카 요시토시 그림. 메이지 6년 (1873년)

미카와 잇코 잇키(일본어: 三河一向一揆 みかわいっこういっき[*])는 센고쿠 시대에 미카와국의 니시미카와 전역에서 에이로쿠 6년 (1563년)부터 에이로쿠 7년 (1564년)까지 반년 정도 행해진 잇코 잇키이다. 마츠다이라가 지배하가 아닌 조동종의 세력이 강했던 히가시미카와는 해당되지 않는다.

## 개요
현재의 안죠시 노데라의 혼쇼지 10대 쿠세이 (렌뇨의 증손)가 중심이 되어 정토진종의 혼간지 문도들에게 격문을 보내어, 영주 마츠다이라 이에야스와 싸웠다. 『三州一向宗乱記』에 "当国碧海郡野寺村の本證寺と申すは、一向宗の小本寺にて、守護不入の道場、当国三箇寺の其の一箇寺なり"라고 기재되어 있다.
중심 세력은 미카와 산가데라와 혼슈지 및 미카와 슈고가인 키라씨 외에 아라카와씨, 사쿠라이 마츠다이라씨, 오오쿠사 마츠다이라씨가 있다. 또, 안죠 마츠다이라가 휘하에 있던 혼다 마사노부, 하치야 사다츠구, 나츠메 요시노부가 참가했다. 이는 마츠다이라 종가인 이와즈 마츠다이라를 대신하여 대두된 안죠 마츠다이라가가 안죠성에 거성하던 시절부터 진종 문도의 지역 세력을 지배하에 거둔 것이며, 그 중 가장 큰 것은 혼쇼지 문도이기도 한 이시카와씨이다. 일족간에 문도측과 이에야스 측으로 분열되는 등 혼란이 극에 달했다.
미카와 잇코 잇키는 미카타가하라 전투, 이가고에와 함께 도쿠가와 이에야스 3대 위기로 여겨진다. 가신단의 상당수가 문도 측에 합류하는 등, 이에야스에게 종교의 무서움을 극명하게 보여주게 되었다.
오오쿠보 타다노리의 『미카와 이야기(三河物語)』나 『三州一向宗乱記』에 개황이 그러져 있다.

## 미카와 산가데라와 불입의 특권
혼쇼지 (안죠시 노지정), 죠구지 (오카자키시 카미사사키정), 쇼만지 (오카자키시 하리사키정)은 미카와 혼간지 교단의 거점으로, 미카와 산가데라라 호칭되며, 마츠다이라 히로타다 (이에야스의 아버지)의 대에 수호사 불입의 특권을 부여받았다.

## 미카와 잇코 잇키의 발단
산슈 잇코슈란기에서는, 혼쇼지에서의 발단설을 첫째로 들고, 다음으로 혼쇼지에서의 별설, 나아가 죠구지에서의 설을 두가지로 들고 있다. 여러 설이 있다고 풀이 하고 있다.
오오쿠보 타다노리의 저서 『미카와 이야기』의 기술
에이로쿠 5년 (1562년)에 혼쇼지에 침입한 무법자를 니시오성주 사카이 마사치카가 포박했기 때문에 수호사 불입의 특권을 침해다했다고 하여, 에이로쿠 6년 (1563년) 정월에 잇키가 일어났다고 한다.
죠구지 발단설
에이로쿠 6년 (1563년)에 마츠다이라씨 가신 스가누마 사다아키에게 명해 죠구지 부근에 성채를 쌓게 하고, 죠구지로부터 군량으로 하는 곡물을 빼앗은 것에서 비롯되었다고 한다(그러나, 스가누마 사다아키라는 가신의 실재가 미상).
토쇼구 어실기 권2의 기술이다. 가인 등 사사키의 죠구지의 벼를 채찍으로 거두는 것보다, 전혀 전수의 문도 등 갑자기 봉기하는 일이 있기를.
불입특권을 주장하는 미카와 산가데라와 교단의 이권을 해체하고 미카와국 통일을 목표로 하는 도쿠가와 이에야스의 대립이 심화되고 수호사 불입의 특권이 침해된 것에 발단하여 혼쇼지 제10대 쿠세이 (렌뇨의 손자)는 죠구지나 쇼만지와 함께 격문을 날리고 혼간지 문도를 소집하여 스가누마씨의 성채를 습격했다. 진종문도인 마츠다이라씨 가신과 키라씨 등 유력 호족과 이마가와씨 잔당 등도 가세해 마츠다이라씨의 본성인 오카자키성까지 쳐들어 가 이에야스를 궁지에 빠뜨렸다.
혼간지 교단과는 사이가 좋지 않은 신슈타카다파의 유력 사찰인 쿠와코 묘겐지ㆍ스고 만쇼지는 이에야스 편에 섰다.
다만, 이 같은 잇키의 그리는 방법에는 이론도 나오고 있다. 히라노 아키오는 에이로쿠 6년의 이에야스의 동향에 대해 분석한 결과, 우에노성의 사카이 타다나오의 거병이 에이로쿠 6년 6월 (혹은 그 이전), 테라베성의 오가사와라 히로시게의 거병이 동년 10월 이전, 토죠성의 키라 요시아키의 거병은 같은 해 10월 하순, 잇코 잇키의 발생을 확인 할 수 있는 것은 같은 해 12월 (혹은 그 이전)에 잇키군이 혼다 히로타카의 도이성을 공격한 후의 일이다. 또, 사카이ㆍ오가사와라ㆍ키라가 잇코 잇키나 이를 지지한 이에야스 가신과 연락을 취하거나 공동작전을 취했다고 하는 흔적이 없는 점 (잇코 잇키가 오카자키성에 육박한 시기에도 자령이 머물러 오카자키로 군사를 진행하지 않았다)에 주목해, 사카이ㆍ키라씨 등의 거병과 잇코 잇키는 모두 이에야스를 표적으로 한 것이지만, 어디까지나 양자에는 관련성이 없었다고 한다.

## 잇코 잇키측에 선 이에야스 가신
- 혼다 마사노부 - 전쟁 후 도망쳐 행방을 감춤. 마츠나가 히사히데를 섬기는 등 여러 쿠니를 유랑하다가, 후에 오오쿠보 타다요의 중재로 귀참해 중용되어, 창업기의 에도 막부의 중신이 된다
- 혼다 마사시게 - 형 마사노부와 함께 참가. 후에 사면을 받아 귀참해 전공을 올리는데도 도망쳐 행방을 감춰, 타키가와 카즈마스, 마에다 토시이에, 가모 우지사토를 섬긴 후 귀참.
- 와타나베 모리츠나 - 사면을 받아 귀참. 후에 도쿠가와 요시나오의 츠케가로가 되다. 도쿠가와십육신장.
- 하치야 사다츠구 - 에이로쿠 7년 (1564년)에 항복하여 귀참. 도쿠가와십육신장.
- 나츠메 요시노부 - 노바성 (롯쿠리성이라는 설도 있음) 함락 시, 마츠다이라 코레타다에게 포박되어, 코레타다의 탄원에 의해 사면을 받아 귀참.
- 나이토 키요나가 - 칩거 처분. 아들인 이에나가는 아버지와 달리 이에야스 측으로 임했다.
- 카토 노리아키 - 전쟁 후 도망쳐 행방을 감춤. 무로마치 막부 쇼군 아시카가 요시아키를 섬긴 후, 하시바 히데요시를 섬긴다. 자식인 요시아키는 히데요시 밑에서 출세했다.
- 사카이 타다나오 - 잇코 잇키 발발 이전에, 거성에 틀어박혀있었다는 설도 있다. 또, 잇큐측과 연계된 흔적이 없다. 잇코 잇키 수습 후에도 저항.
- 이시카와 야스마사 - 아버지 이사카와 키요카네는 미카와의 혼간지 신도총대였다는 등, 이시카와씨는 잇코슈도와 깊은 관계를 맺고 있었다. 다만, 키요카네의 아내(의 어머니)는 이에야스 어머니의 여동생이며, 야스마사, 이에나리 형제는 이에야스의 사촌이다. 이 연척 관계에 의해 야스마사 적남 이시카와 카즈마사는 개종하여 이에야스측, 동생 이에나리도 이에야스 측으로 참전.

## 잇코 잇키군
주요 잇코 잇키군에 가담한 무장
- 키라 요시아키
- 아라카와 요시히로
- 마츠다이라 이에츠구
- 마츠다이라 노부츠구
- 마츠다이라 마사히사
- 토리이 타다히로
- 사카이 타다나오
- 타카기 히로마사
- 사카키바라 키요마사
- 오오하라 코레무네
- 야다 사쿠쥬로
- 쿠제 나가노부
- 카케이 스케타이부
- 혼다 마사노부
- 나이토 키요나가
- 카토 노리아키
- 이시카와 야스마사
- 하치야 사다츠구
- 나츠메 요시노부
- 혼다 마사시게
- 와타나베 모리츠나

## 잇큐의 수습과 그 후
에이로쿠 7년 (1564년) 1월 15일, 바토가하라 전투의 승리로 도쿠가와 이에야스는 우위를 점하고, 화의로 가져와 잇큐를 해체하는 데 성공한다. 화의 중개에도 관여한 미즈노 노부모토의 서한에는 에이로쿠 7년 봄에는 화의가 갖추어져서 국내가 평온해졌음을 기록하고 있다. 그 후 같은 해 4월에는 오가사와라씨가 이에야스를 따랐고, 그 후에도 저항을 계속한 키라씨와 사카이 타다히사는 추방되었다.
잇큐에게 부여된 무사 중에는 주군에 대한 충성심과 신앙심의 딜레마로 고통받고 있는 자도 있었다. 그런 무사 중에는 잇큐를 이탈해 귀참하기를 바라는 사람이 많았기 때문에, 잇큐는 수습으로 향했다. 또한 이때 혼슈지는 스님을 불태우고, 쇼만지는 가람을 불태우고 있었다. 이에야스는 화의를 맺음으로써 잇큐슈를 완전히 해체시킨 후, 혼간지 사찰에 다른 파, 다른 종으로의 개종을 강요하였고, 이를 거부할 경우에는 절을 해체시켰다.
한편, 혼간지 사찰 탄압에 대해서는 다음과 같은 견해도 있다. 가신의 배반에 시달린 이에야스는 자신의 편에 선 가신에 대해 덕정령(徳政令)을 내려 혼간지 사원 등의 적대자로부터의 채무 변제를 면제했다. 그런데 잇코 잇키와의 화의 후에 그 취급이 문제가 되었다. 화의 중개에 임한 미즈노 노부모토는 덕정령(徳政令)의 일부라도 인정해 달라고 혼슈시 등에 신청하지만, 혼간지 사원은 덕정령(徳政令)은 화의 조건에 어긋난다고 반발했다. 화의 조건과 가신과의 약속 사이에서 궁지에 몰린 이에야스는 에이로쿠 7년 12월 혹는 그 이후에 혼간지 사찰 탄압을 단행했다고 한다.
잇큐 종결 후 19년 뒤인 덴쇼 11년 (1583년)까지 미카와국은 혼간지 교단 금제의 땅이 되었다. 그러나, 이에야스는 혼간지 교단에 엄격한 처분을 내리는 한편, 배신한 가신에게는 관대한 조치를 임함으로써 집안의 결속을 높이는 데 성공했다. (혼다 마사노부 등 일부 가신은 도망쳐 행방을 감췄다).
이 잇큐는 미카와의 분국지배 확립을 목표로 한 이에야스에 대해 그 움직임을 막으려고 시도한 잇코슈 세력이 일족과 가신단을 끌어들여 일으킨 것이다. 그런 의미에서 마츠다이라 종가 (도쿠가와가)가 센고쿠 다이묘로서 영국의 일원 지배를 달성할 때 반드시 넘어야 할 하나의 관문이었다고 생각된다.

## 같이 보기
- 도쿠가와 이에야스
- 잇코 잇키
- 안죠시
- 정토진종